# El Rodeo, Mazapil
El Rodeo är en ort i Mexiko.   Den ligger i kommunen Mazapil och delstaten Zacatecas, i den centrala delen av landet, 700 km nordväst om huvudstaden Mexico City. El Rodeo ligger 1 989 meter över havet och antalet invånare är 223.
Terrängen runt El Rodeo är huvudsakligen kuperad, men den allra närmaste omgivningen är platt.  Trakten runt El Rodeo är nära nog obefolkad, med mindre än två invånare per kvadratkilometer. El Rodeo är det största samhället i trakten. Omgivningarna runt El Rodeo är i huvudsak ett öppet busklandskap.